# César Garza Villarreal
César Garza Villarreal (Apodaca, Nuevo León; 25 de octubre de 1969) es un abogado, contador público y político mexicano. Fué Presidente Municipal de Apodaca, Nuevo León. Fué también Presidente Municipal de Guadalupe, Nuevo León de 2012-2015.
Nació el 25 de octubre de 1969 en el municipio Apodaca, Nuevo León, realizó sus estudios en la carrera de Licenciado en Ciencias Jurídicas, así también en la carrera de  Contaduría Pública por la Universidad Autónoma de Nuevo León.
Es hijo de César Garza Garza y Ana Alicia Villarreal de Garza, casado con Carmen Arredondo de Garza juntos tienen un hijo el jr César Garza Arredondo.[cita requerida]

## Primeros Cargos Políticos
1987-1990 Presidente Municipal de Apodaca.
1992 Regidor del H. Ayuntamiento de Apodaca.
1994 Secretario del Ayuntamiento de Apodaca.
1997 Secretario del Ayuntamiento de Apodaca.
2000-2003 Presidente Municipal de Apodaca.
2004 Director General  del Transporte en el Estado de Nuevo León.
2009-2012 Diputado Local por el Distrito XIV en la Legislatura LXXII, Presidiendo la Comisión de Seguridad y Justicia del Congreso.
2012 Presidente Municipal De Guadalupe, Nuevo León.
2018 toma protesta como Alcalde de Apodaca para el periodo 2018-2021.
En el 2019 es nombrado como Presidente de la Federación Nacional de Municipios de México (FENAMM).